# Wilhelm de Mecklenburg-Schwerin
Willem de Mecklenburg-Schwerin (5 martie 1827 - 28 iulie 1879), a fost al doilea fiu al Marelui Duce Paul Friedrich de Mecklenburg-Schwerin și a soției acestuia, Prințesa Alexandrine a Prusiei, fiica regelui Frederic Wilhelm al III-lea.

## Biografie
S-a înrolat în armata Prusiei și a devenit comandant al regimentului 6 de cuirasieri. Wilhelm era cunoscut pentru caracterul libertin. În două ocazii Wilhelm a lipsit de la comanda armatei prusace și a cerut-o în căsătorie pe celebra balerină Marie Taglioni; era considerat "oaia neagră" a familiei.
Sub presiunea familiei, la 9 decembrie 1865, el s-a căsătorit cu verișoara sa Prințesa Alexandrine a Prusiei, fiica Prințului Albert și a Prințesei Mariana de Orania-Nassau.
Fratele mai mare al lui Wilhelm, Frederic Francisc al II-lea, Mare Duce de Mecklenburg, avea deja mulți copii din cele două căsătorii așa că nu existau șanse ca Wilhelm și Alexandrine să succeadă la tronul ducatului Mecklenburg-Schwerin. În timpul căsătoriei, cuplul a locuit la Palatul Bellevue din Berlin. Mariajul nu a fost fericit, ea a încercat să scape de câteva ori însă a fost forțată să se întoarcă de mătușa și soacra ei Alexandrine. William a reușit cu greu să obțină o comandă lipsită de importanță în armata prusacă în timpul războiului franco-prusac. El a fost grav rănit de o explozie în timpul războiului, la 9 septembrie 1870 la Laon, dar a continuat să trăiască până în 1879. Cuplul a avut o fiică:
- Ducesa Charlotte de Mecklenburg-Schwerin (7 noiembrie 1868 - 20 decembrie 1944); s-a căsătorit cu Prințul Heinrich XVIII Reuss de Köstritz și a avut copii.